# Янтарное (Кабардино-Балкария)
Янта́рное — село в Прохладненском районе Кабардино-Балкарской Республики. 
Административный центр муниципального образования «Сельское поселение Янтарное».

## География
Селение расположено в центральной части Прохладненского района, на правом берегу реки Малка, чуть выше впадения в него реки Шакой. Находится в 9 км к западу от районного центра Прохладный и 67 км к северо-востоку от города Нальчик. В 18 км от села находится железнодорожная станция Прохладная.
Граничит с землями населённых пунктов: Алтуд на юге, Черниговское на западе, Лесное на севере, Учебное на северо-востоке и с городом Прохладный на востоке.
Населённый пункт расположен на наклонной Кабардинской равнины, в равнинной зоне республики. Средние высоты на территории села составляют 235 метров над уровнем моря. Рельеф местности представляет собой в основном волнистые равнины, с общим уклоном с юго-запада на северо-восток, без резких колебаний относительных высот. Вдоль долин рек Малка и Шакой тянутся бугристые лесистые возвышенности.
Гидрографическая сеть представлена рекой Малка и её притоками Шакой и Неволька. На западе расположены две запруднённые озёра. У юго-западной окраины села имеются выходы горячих источников — Янтарненские термальные источники. К югу от села имеется залежи высококачественного песка, с площадью действующих карьеров в 4 га.
Климат умеренный влажный, с жарким летом и прохладной зимой. Среднегодовая температура воздуха положительная и составляет около +11,0°С. Средняя температура воздуха в июле достигает +24,0°С. Средняя температура января составляет около -2,0°С. Среднегодовое количество осадков составляет около 700 мм. Абсолютная среднегодовая влажность воздуха составляет около 10,0 мм.

## История
В 1893 году переселенцами из Черниговской губернии — Николаем и Митрофаной Щербатенко, на месте нынешнего села был основан посёлок для обслуживания мельницы Рязанова.
К 1917 году в посёлке Рязанский проживало 83 человека. Однако в ходе Гражданской войны посёлок был разгромлен и впоследствии заброшен.
В 1926 году на базе мельницы Рязанова (впоследствии Шестопалова, а потом Райпотребсоюза) был организован посёлок Госплемзавод «Прималкинский». Этот год и считается официальной датой основания села.
20 июля 1962 года Указом президиума Верховного Совета КБАССР посёлку было присвоено наименование — «Янтарный».

## Население
| 2002 | 2010 | 2021  |
| ---- | ---- | ----- |
| 1097 | ↘863 | ↗1134 |

Национальный состав
По данным Всероссийской переписи населения 2021 года:
| Народ                | Численность, чел. | Доля от всего населения, % | Доля от указавших нац-ть, % |
| -------------------- | ----------------- | -------------------------- | --------------------------- |
| русские              | 868               | 76,54 %                    | 76,61 %                     |
| цыгане               | 114               | 10,05 %                    | 10,06 %                     |
| кабардинцы (черкесы) | 95                | 8,38 %                     | 8,39 %                      |
| * кабардинцы         | 94                | 8,29 %                     | 8,30 %                      |
| * черкесы            | 1                 | 0,09 %                     | 0,09 %                      |
| немцы                | 19                | 1,68 %                     | 1,68 %                      |
| другие               | 37                | 3,26 %                     | 3,27 %                      |
| нет / не указано     | 1                 | 0,09 %                     | -                           |
| всего                | 1134              | 100 %                      | 100 %                       |

Половозрастной состав
По данным Всероссийской переписи населения 2010 года:
| Возраст     | Мужчины, чел. | Женщины, чел. | Общая численность, чел. | Доля от всего населения, % |
| ----------- | ------------- | ------------- | ----------------------- | -------------------------- |
| 0 — 14 лет  | 87            | 80            | 167                     | 19,35 %                    |
| 15 — 59 лет | 256           | 281           | 537                     | 62,23 %                    |
| от 60 лет   | 55            | 104           | 159                     | 18,42 %                    |
| Всего       | 398           | 465           | 863                     | 100 %                      |

Мужчины — 398 чел. (46,12 %). Женщины — 465 чел. (53,88 %).
Средний возраст населения — 36,7 лет. Медианный возраст населения — 34,3 лет.
Средний возраст мужчин — 33,7 лет. Медианный возраст мужчин — 31,5 лет.
Средний возраст женщин — 39,2 лет. Медианный возраст женщин — 36,5 лет.

## Образование
- МКОУ Средняя общеобразовательная школа — ул. Верхняя, 16.
- МДОУ Начальная школа Детский сад «Солнышко» — ул. Школьная, 13.

## Здравоохранение
- Участковая больница — ул. Школьная, 7.

## Культура
- МКУК Культурно-досуговый центр сельского поселения Янтарное — ул. Ленина, 7.

## Улицы
На территории села зарегистрировано 9 улиц:
| Верхняя |
| Ленина  |
| Мира    |

| Набережная   |
| Озёрная      |
| Партизанская |

| Садовая   |
| Советская |
| Школьная  |